# Gary Twigg
Gary Twigg (Glasgow, 19 marzo 1984) è un ex calciatore scozzese, di ruolo attaccante.

## Carriera
Twigg comincia la sua carriera con il club inglese Derby County, come risultato del vivaio, di cui ha fatto parte durante il biennio 2000-2002. Ha debuttato ufficialmente con la maglia del Derby all'età di 17 anni in un match di Premier League contro il Sunderland nel maggio 2002, sua unica presenza per quella stagione.
Nella stagione 2002-2003, ha fatto 8 apparizioni in prima squadra, di cui sette come subentrante, e disponibile, ma macchinoso nel giocare come ala sinistra come spesso era costretto a fare. Nel settembre 2003 è andato in prestito al Burton Albion, con il quale ha segnato 1 goal in 4 presenze. Più tardi in quella stessa stagione è stato mandato, sempre in prestito, al Bristol Rovers, non trovando la rete in nessuna delle 8 presenze collezionate. Nei Bristol Rovers, però, ha sempre giocato come ala arretrata mancina, proprio il ruolo che non aveva fatto la sua fortuna a Derby.
Dopo essere stato svincolato dal Derby, e dopo un fallimentare periodo di prova alla squadra irlandese del Derry City, nell'agosto 2005 si accasa all'Airdrie United, squadra scozzese. Nel suo periodo lì colleziona 65 presenze stagionali per un totale di 18 gol.Ha vinto il premio di "Miglior giocatore del mese della SPL" nel dicembre 2006, quando ha segnato 6 gol in 6 partite, contribuendo in maniera determinante alla striscia positiva di una sola sconfitta in 6 partite della sua squadra.
Twigg ha poi firmato un contratto biennale con la squadra inglese di Conference dello Oxford United il 5 luglio 2007. Nick Merry, presidente dello Oxford United, ha dichiarato che Twigg avesse un buon curriculum e che fosse molto versatile. "Può giocare largo o basso al centro, e sarà molto utile per noi", ha anche aggiunto. Ha debuttato da subentrante nella partita d'inaugurazione della Conference contro i Forest Green Rovers, segnando anche un gol su rigore allo scadere e portando alla vittoria la sua squadra. Un infortunio alla caviglia in ottobre richiese un intervento chirurgico e lo costrinse a non giocare per sette settimane, facendolo ritornare disponibile a dicembre. Non riuscendo più ad inserirsi, però, alla fine dell'anno cominciò a cercare una sistemazione nella sua Scozia, dopo 11 presenze fra campionato e coppa di lega e 3 gol con la maglia dell'Oxford. Ha collezionato 11 presenze tra campionato e coppa nazionale, segnando tre gol.
Nel gennaio 2008 ha firmato un contratto da un anno e mezzo con gli scozzesi dell'Hamilton Academical. Dopo solo sei mesi, 4 presenze e nessun gol, fu messo sul mercato a giugno. Un mese più tardi, Twigg giunse alla risoluzione consensuale del contratto, per poi accasarsi al Brechin City.
Dopo soli altri 6 mesi, Twigg lascia il club per seguire l'allenatore Michael O'Neill agli Shamrock Rovers. La prima rete arriva nel marzo 2009, nella vittoria casalinga per 2-1 dei Rovers contro gli Sligo Rovers a Tallaght. In un'altra sfida vinta ancora una volta 2-1 con gli Sligo Rovers ha segnato il suo 22º gol in campionato, che poi è diventato 23º in una partita contro il Dundalk, eguagliando il precedente record di Stephen Geoghegan nella stagione 1993-94. Gary è anche stato premiato miglior giocatore del campionato irlandese del mese di settembre 2009. Con i suoi 24 gol alla fine della stagione è stato proclamato capocannoniere del campionato irlandese 2009 e votato "Miglior Giocatore dell'anno" degli Shamrock Rovers dai propri tifosi e "Miglior Giocatore Stagionale" dai compagni di tutte le altre squadre del campionato. Ha preso parte alla Europa League 2010-2011.

## Palmarès

### Club

#### Competizioni nazionali
- Campionato irlandese: 2

Shamrock Rovers: 2010, 2011

### Individuale
- Giocatore dell'anno della PFAI: 1

2009
- Miglior giocatore dell'anno degli Shamrock Rovers: 1

2009
- Capocannoniere del campionato irlandese: 2

2009 (24 gol), 2012 (22 gol)